# Prelaz Šibar
Prelaz Šibar (Kovtal-e Šibar) v Afganistanu je na višini 3000 metrov nad morsko gladino v gorah Koh-e-Baba v osrednjem Afganistanu. in povezuje provinci Parvan s provinco Bamijan. Je daljša od dveh glavnih poti od Kabula do Bamijana. Potovanje traja približno 6 ur in pol na dolžini približno 237 km. Prvotno sta ga zasnovala in zgradila Ahmad šah Šairzaj in nemški inženir med letoma 1933 in 1938. Znano je, da je pomemben gorski prelaz v državi.
Pot v Bamijan prek prelazov Unai in Hadžigak v Maidan Vardaku je krajša in bolj neposredna. Je pa tudi težja, dvigne se na 3700 m. Zaradi tega je prehod Šibar pozimi včasih bolj priljubljen.
Cesta do vrha je večinoma asfaltirana. Imenuje se cesta Bamijan Čarikar (A77) in je lahko kadar koli zaprta zaradi snega.